# Westchester Knicks 2018-2019
La stagione 2018-19 dei Westchester Knicks fu la 5ª nella NBA D-League per la franchigia.
I Westchester Knicks arrivarono secondi nella Atlantic Division con un record di 29-21. Nei play-off vinsero il primo turno con i Windy City Bulls (1-0), perdendo poi la semifinale di conference con i Lakeland Magic (1-0).

## Roster
|    | Naz.                   | Ruolo | Sportivo                  | Anno | Alt. | Peso |  |
| -- | ---------------------- | ----- | ------------------------- | ---- | ---- | ---- |  |
| 0  | Stati Uniti (bandiera) | G     | Devon Baulkman            | 1991 | 193  | 91   |  |
| 1  | Stati Uniti (bandiera) | G     | Kadeem Allen              | 1993 | 191  | 91   |  |
| 2  | Stati Uniti (bandiera) | G     | Sekou Wiggs               | 1994 | 193  | 83   |  |
| 3  | Stati Uniti (bandiera) | G     | Billy Garrett             | 1994 | 198  | 97   |  |
| 4  | Stati Uniti (bandiera) | A     | Isaiah Hicks              | 1994 | 206  | 110  |  |
| 5  | Stati Uniti (bandiera) | GA    | Paul Watson               | 1994 | 201  | 95   |  |
| 7  | Stati Uniti (bandiera) | A     | Phillip Carr              | 1995 | 203  | 93   |  |
| 7  | Stati Uniti (bandiera) | G     | Nate Hickman              | 1995 | 193  | 82   |  |
| 7  | Stati Uniti (bandiera) | G     | Kevin Olekaibe            | 1992 | 188  | 82   |  |
| 8  | Stati Uniti (bandiera) | G     | Trevon Bluiett            | 1994 | 196  | 90   |  |
| 8  | Stati Uniti (bandiera) | G     | Matthew Fisher-Davis      | 1996 | 196  | 84   |  |
| 9  | Stati Uniti (bandiera) | G     | Courtney Lee              | 1985 | 196  | 98   |  |
| 9  | Stati Uniti (bandiera) | G     | Tyrius Walker             | 1995 | 185  | 84   |  |
| 11 | Stati Uniti (bandiera) | G     | Maverick Rowan            | 1996 | 201  | 100  |  |
| 11 | Stati Uniti (bandiera) | G     | Kethan Savage             | 1993 | 191  | 93   |  |
| 14 | Stati Uniti (bandiera) | G     | Parker Jackson-Cartwright | 1995 | 180  | 77   |  |
| 17 | Etiopia (bandiera)     | GA    | Buay Tuach                | 1995 | 201  | 88   |  |
| 20 | Ungheria (bandiera)    | A     | György Golomán            | 1996 | 211  | 102  |  |
| 21 | Stati Uniti (bandiera) | AC    | Luke Kornet               | 1995 | 216  | 113  |  |
| 23 | Stati Uniti (bandiera) | G     | Zak Irvin                 | 1994 | 198  | 98   |  |
| 25 | Stati Uniti (bandiera) | C     | Stephen Zimmerman         | 1996 | 211  | 109  |  |
| 31 | Stati Uniti (bandiera) | G     | John Jenkins              | 1991 | 193  | 98   |  |
| 32 | Stati Uniti (bandiera) | GA    | Kenrich Williams          | 1994 | 201  | 95   |  |
| 34 | Stati Uniti (bandiera) | A     | Jameel Warney             | 1994 | 201  | 117  |  |

## Staff tecnico
- Allenatori: Mike Miller
- Vice-allenatori: Derrick Alston, Keith Bogans, Ross McMains